# Мера Хаусдорфа
Мера Хаусдорфа — собирательное название класса мер, определённых на борелевской {\displaystyle \sigma }-алгебре {\displaystyle {\mathcal {B}}(X)} метрического пространства {\displaystyle X}.
Построены Феликсом Хаусдорфом.

## Определение
Рассмотрим некоторый класс {\displaystyle {\mathcal {U}}} открытых подмножеств {\displaystyle X}, на котором определим неотрицательную функцию {\displaystyle l=\{l(A)\mid A\in {\mathcal {U}}\}} и
{\displaystyle \lambda (B,\;\varepsilon )=\inf \left\{\sum _{i=1}^{n}l(A_{i})\right\},}
где нижняя грань берётся по всем конечным или счётным покрытиям борелевского множества {\displaystyle B\subset X} множествами из {\displaystyle {\mathcal {U}}} с диаметром, не превосходящим {\displaystyle \varepsilon }, то есть
{\displaystyle B\subset \bigcup _{i=1}^{n}A_{i}\in {\mathcal {U}}}
и
{\displaystyle \mathrm {diam} \,A_{i}\leqslant \varepsilon ,\quad i=1,\;2,\;\ldots }
Мерой Хаусдорфа {\displaystyle \lambda }, определяемой классом {\displaystyle {\mathcal {U}}} и функцией {\displaystyle l}, называется предел
{\displaystyle \lambda (B)=\lim _{\varepsilon \to 0}\lambda (B,\;\varepsilon ).}

## Примеры
1. Пусть {\displaystyle {\mathcal {U}}} — совокупность всех шаров в {\displaystyle X}, a {\displaystyle l(A)=(\mathrm {diam} \,A)^{\alpha }}, где {\displaystyle \alpha >0}. Тогда соответствующая мера {\displaystyle \lambda } будет называться {\displaystyle \alpha }-мерой Хаусдорфа. При {\displaystyle \alpha =1} такая мера будет называться линейной мерой Хаусдорфа, а при {\displaystyle \alpha =2} — плоской мерой Хаусдорфа.
2. Если {\displaystyle X=\mathbb {R} ^{n+1}}, {\displaystyle {\mathcal {U}}} — совокупность цилиндров с шаровыми основаниями и осями, параллельными направлению оси {\displaystyle x_{n+1}} и {\displaystyle l(A)} равна {\displaystyle n}-мерному объёму осевого сечения цилиндра {\displaystyle A\in {\mathcal {U}}}, то соответствующая мера Хаусдорфа называется цилиндрической мерой.